# Die Migrantigen
Die Migrantigen ist eine österreichische Filmkomödie aus dem Jahr 2017 von Arman T. Riahi. Die Premiere erfolgte am 26. Jänner 2017 beim Filmfestival Max Ophüls Preis, wo die Komödie im Spielfilmwettbewerb gezeigt und mit dem Publikumspreis ausgezeichnet wurde. In Österreich wurde der Film am 31. März 2017 auf der Diagonale aufgeführt. Der Kinostart erfolgte in Österreich am 9. Juni 2017. In Deutschland kam der Film am 7. September 2017 in die Kinos.

## Handlung
Der Film spielt im fiktiven Wiener Grätzl Rudolfsgrund und handelt von den zwei im Grunde perfekt integrierten Freunden Benny und Marko. Die beiden Wiener mit Migrationshintergrund führen das Leben von Bobos und haben kaum noch Bezug zu der Kultur und Herkunft ihrer Eltern. Benny leidet aber darunter, dass man ihm seine ägyptischen Wurzeln ansieht und er als Schauspieler immer nur als Ausländer gecastet wird. Eines Tages werden die beiden von einem Fernsehteam angesprochen, das eine Dokumentations-Serie über den sozialen Brennpunkt Rudolfsgrund drehen möchte.
Die sensationsheischende TV-Dokumentaristin Marlene Weizenhuber möchte damit hauptsächlich ein möglichst großes Publikum erreichen. Benny und Marko geben also – in der Hoffnung auf Geld, Bekanntheit und neue Chancen – vor, arbeitslose Kleinkriminelle zu sein, und stürzen sich in zahlreiche Klischees. Eines Tages erfährt Marlene Weizenhuber zufällig beim Sichten des gefilmten Materials, dass Benny und Marko das Ganze für sie nur inszeniert haben. Sie spielt das Spiel aber trotzdem weiter.
Benny und Marko kommen mehr und mehr zu dem Schluss, dass es Zeit ist auszusteigen, unter anderem weil sie den Jugendlichen ein falsches Vorbild geben. Bei einer Versammlung präsentieren die beiden den Einwohnern des Grätzels einen gemeinsamen Plan. In der Folge dringen sie mit Unterstützung einiger anderer in das Funkhaus ein und bringen eigenes Material auf Sendung. In dieser Einspielung erzählen sie den Zusehern ihre wahre Geschichte und klären über tatsächliche Probleme im Viertel auf.

## Produktion und Hintergrund
Die Dreharbeiten fanden von April bis Juni 2016 in Wien statt. Der Hannovermarkt im 20. Wiener Gemeindebezirk Brigittenau wurde zum fiktiven Grätzl Rudolfsgrund. Weitere Drehorte waren unter anderem der Schwendermarkt und der Volkertmarkt. Gedreht wurde auch im Umfeld des österreichischen Film- und Fernsehpreises Romy im Rahmen der Romyverleihung 2016.
Unterstützt wurde die Produktion vom Österreichischen Filminstitut und dem Filmfonds Wien, beteiligt war der Österreichische Rundfunk. Produziert wurde der Film von Golden Girls Filmproduktion. Für den Ton zeichnete Atanas Tcholakov verantwortlich, für das Kostümbild Monika Buttinger und für das Szenenbild Martin Reiter.
Für Regisseur Arman T. Riahi, der gemeinsam mit den beiden Hauptdarstellern das Drehbuch entwickelte, war dies sein erster Spielfilm. Ursprünglich war der Stoff als zwölfteilige Serie Neue Wiener geplant, nach einer Insolvenz der Produktionsfirma Neue Sentimental Film wurde dieser als Kinofilm umgesetzt.
Der Film wurde 2019 im Rahmen der Edition österreichischer Film von Hoanzl und dem Standard auf DVD veröffentlicht.

## Auszeichnungen und Nominierungen
- 2017: Filmfestival Max Ophüls Preis – Publikumspreis Spielfilm[6]
- 2017: Diagonale-Preis Bestes Kostümbild Spielfilm für Monika Buttinger
- 2017: Nashville Film Festival – Publikumspreis[14]
- 2017: Austrian Ticket für mehr als 75.000 Besucher[15]
- 2018: Österreichischer Filmpreis 2018 – Nominierung in den vier Kategorien Bester Spielfilm, Beste weibliche Nebenrolle (Maddalena Hirschal), Bestes Drehbuch und Beste Tongestaltung (Originalton: Atanas Tcholakov, Sounddesign: Nils Kirchhoff, Mischung: Bernhard Maisch und Manuel Meichsner)[16]
- 2018: Romyverleihung 2018 – Auszeichnung in der Kategorie Bestes Buch Kinofilm, Nominierung in der Kategorie Bester Kinofilm[17][18]

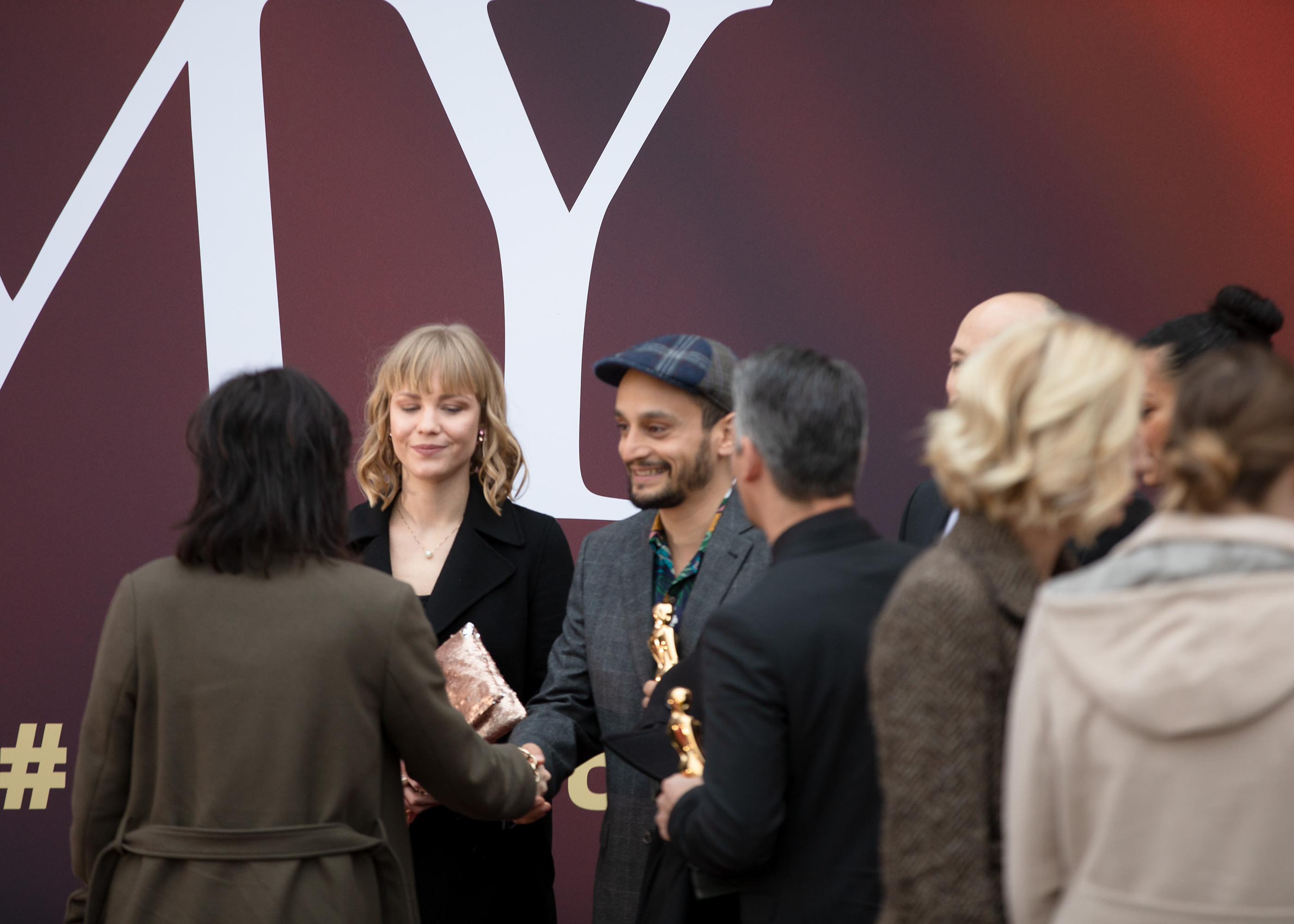
Arman T. Riahi
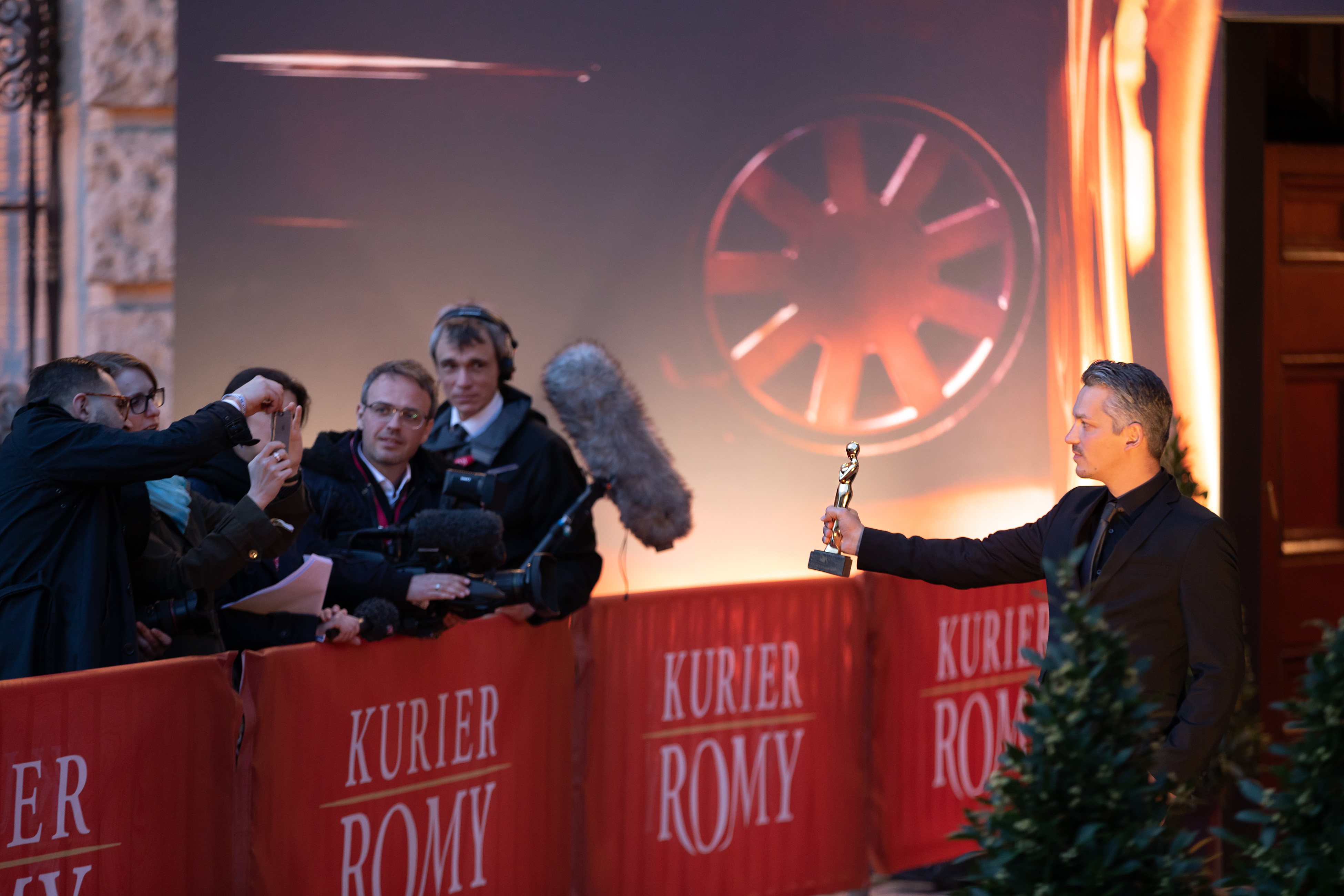
Faris Rahoma

## Rezeption
Die Tageszeitung Die Presse schrieb, dass der Film so manches Klischee, das landläufig mit dem Begriff Migrationshintergrund verbunden wird, lustvoll präsentiere und auseinandernehme. Das Ergebnis sei ein „beschwingter, bisweilen köstlich komischer Film“. Der Film feiere „nicht nur das Chaos ab, das durch das immer höher werdende Lügengerüst entsteht,“ und spiele „dabei genüsslich mit Stereotypen“, sondern befasse „sich auch mit Identitätsfragen und der Praxis, Herkunft und Nationalität zum bestimmenden Charakteristikum eines Menschen zu erklären.“
Die Wiener Zeitung bezeichnete den Film als „griffige, intelligente Sozialkomödie“ und Riahis Humor als „hart und direkt, dann und wann subtil, oft schwarz und vor allem pointiert im Umgang mit hartnäckigen Klischees.“ Die Sozialkritik habe Riahi mit seinem Humor eingewickelt und daneben auch noch eine treffende Mediensatire gedreht.
Mit 69.577 Besuchern war der Film laut Film Austria nach Wilde Maus und Die beste aller Welten der dritterfolgreichste Film des österreichischen Kinojahres 2017.

## Bühnenadaption
Im Juli 2017 wurde bekannt, dass Regisseur Arman T. Riahi gemeinsam mit den beiden Hauptdarstellern und Co-Drehbuchautoren Faris Rahoma und Aleksandar Petrović auf Initiative von Michael Niavarani eine Bühnenfassung erarbeiten.
Am 7. September 2019 erfolgte die Uraufführung der Bühnenfassung von Die Migrantigen in den Wiener Kammerspielen des Theaters in der Josefstadt. Das Stück eröffnete dort die Spielzeit 2019/20. In der Uraufführung verkörperte Jakob Elsenwenger die Rolle des Marko Bilic/Tito und Luka Vlatković die des Benny Lorenz/Omar. Doris Schretzmayer übernahm wie im Film die Rolle der Marlene Weizenhuber.